# Carlo III Malatesta
Carlo III Malatesta (Sogliano al Rubicone, ... – Sogliano al Rubicone, 1486) è stato un nobile e condottiero italiano, conte di Sogliano al Rubicone e signore di Ciola Araldi, Montecodruzzo, San Giovanni in Galilea, San Martino in Converseto e Talamello.

## Biografia
Figlio di Giovanni Malatesta e di Isabella Visconti, militò a partire dal 1453 sotto Sigismondo Pandolfo Malatesta, poi nel 1462 si schierò con Domenico Malatesta e Federico da Montefeltro contro questi.
Nel 1464 gli venne concesso dal legato pontificio il vicariato di San Giovanni in Galilea. Riuscì a rappacificarsi con Roberto Malatesta, successo al padre Sigismondo, tramite l'intervento della Repubblica di Venezia, per la quale fu condottiero di cento uomini d'arme. Aumentò notevolmente il suo Stato.
Morì nel 1486 a Sogliano al Rubicone.

## Discendenza
Carlo sposò una certa Cecilia, dalla quale ebbe:
- Girolamo
- Isabella, sposò Ostasio Tiberti
- Malatesta (?-1528), condottiero
- Andronica, sposò Antonio Malatesta
- Camilla, sposò Polidoro Lonardini
- Violante (?-1485 ca.), sposò Alessandro Ottoni.

Ebbe un figlio naturale, Ramberto Novello (1475-1532), che nominò come suo successore, conte di Sogliano.